# 1097
Évszázadok: 10. század – 11. század – 12. század
Évtizedek: 1040-es évek – 1050-es évek – 1060-as évek – 1070-es évek – 1080-as évek – 1090-es évek – 1100-as évek – 1110-es évek – 1120-as évek – 1130-as évek – 1140-es évek
Évek: 1092 – 1093 – 1094 – 1095 –  1096 – 1097 – 1098 – 1099 – 1100 – 1101 – 1102

## Események
- Az első keresztes hadjárat eseményei.
  - április 2. (nagycsütörtök) – Bouillon Gottfried megtámadja Konstantinápoly egyik városkapuját, hét bizáncit megölnek.[1]
  - április 9. Tarantói Bohemund serege megérkezik Konstantinápolyba.[1]
  - április 21. Toulouse-i Rajmund serege megérkezik Konstantinápolyba.[2]
  - május eleje Normandiai Róbert serege megérkezik Konstantinápolyba.[3]
  - május 6. – A keresztesek megérkeznek Nikaia falai alá.[4]
  - május 21. – A keresztes sereg megfutamítja I. Kilidzs Arszlán rúmi szultán Nikaia felmentésére érkező seregét.[5]
  - június 19. – Nikaia elfoglalása.[6]
  - július 1. – A keresztesek Dorülaion mellett újabb vereséget mérnek Kilidzs Arszlán seregére.[7]
  - augusztus közepe – A keresztesek elérik Ikonion városát.[8]
  - október 21. – A keresztesek körbezárják Antiokheiát.[9]
- október – Edgár, III. Malcolm fia követi III. Donald skót királyt a trónon, miután megfosztotta hatalmától (1107-ig uralkodik).
- Könyves Kálmán magyar király feleségül veszi Felíciát, I. Roger szicíliai gróf lányát.[10]
- Könyves Kálmán legyőzi a horvát Svačić Pétert a Gvozd-hegységi csatában, ezzel 1918-ig Horvátország a Magyar Királyság része lesz.
- IV. Henrik német-római császár engedélyezi az előző évben erőszakkal megkeresztelt zsidóknak, hogy visszatérjenek hitükhöz.[11]